# サルダシュトへの化学爆弾投下
イラクは、イラン・イラク戦争中の1987年6月28日、マスタードガス爆弾をイランの西アーザルバーイジャーン州サルダシュトに2回にわたって投下した。死亡者は130人、負傷者は8,000人。攻撃された村の人口20,000人のうち、25％は2006年時点でも後遺症に苦しんでいる。
公式報告によると、12,000人の住民のうち8,000人が被害にあった。医療が必要な4,500人のうち、1,500人が入院し、そのうち600人がテヘランに入院した。他の3,000人は外来患者として扱われ、退院した。これらの3,000人の元外来患者の多くは、町を出て村に向かい、伝統的な薬などを使って自分自身を治療しようとした。これらの人々は被害を受けた記録を持っておらず、現在政府からの補償を得るのに苦労している。
医療処置を必要とする4,500人の死傷者の中には救助者の何人かが含まれていた。イランは、この（化学的）攻撃を非人道的な攻撃として発表し、広島と長崎への原爆投下後、世界で最初に化学兵器の犠牲となった都市がサルダシュトだとした。
マスタードは致命的な薬剤とは見なされないが、無力化ガスと見なされ、3〜5％の死亡率しか引き起こさない。しかし、サルダシュトでガス攻撃から生き残った95％の多くは、深刻な呼吸器系の問題、眼の病変、皮膚の問題、免疫系の問題など、その後数年間に深刻な長期合併症を発症した 。
1986年3月21日、国際連合安全保障理事会は「化学兵器が多くの場合にイラン軍に対してイラク軍によって使用されてきたという専門家の満場一致の結論に深く懸念している... [そして]化学兵器の戦争での使用を禁止する1925年のジュネーブ議定書に明らかに違反している、この化学兵器の継続的な使用を強く非難する」（S / 17911および1986年3月21日追加1）と述べた。米国はこの声明の発表に反対票を投じた。

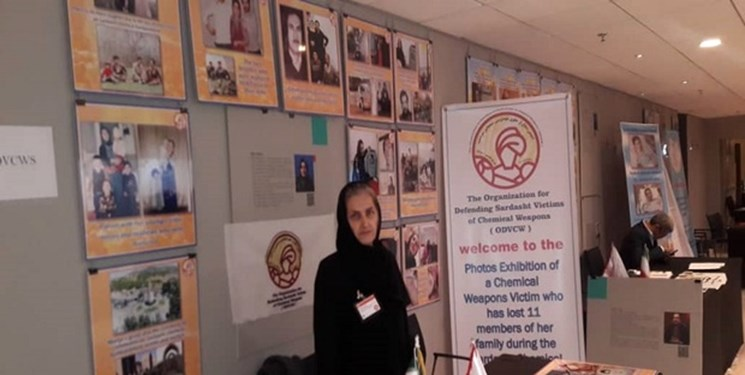
OPCWによるサルダシュト被害者の写真展

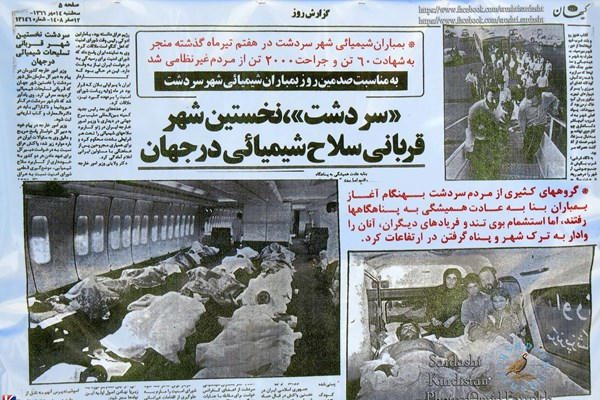
1987

## サルダシュトと広島
2004年6月28日、サルダシュトの爆撃の死亡者への追悼と、化学および生物兵器との戦いの記念日の設立を記念して、サルダシュトの通りの1つがヒロシマ通りと名付けられた。長崎と広島からの日本の代表団が式典でスピーチをし、人々が犠牲となった場所で111羽の白い鳩が空に放たれた。広島市では、通りにサルダシュトにちなんで名が付けられたといわれている。毎年6月28日には広島市長からメッセージが届き、化学兵器撲滅に携わるイランのNGOグループが広島を訪れている。イランのNGOはまた、オランダのハーグで毎年展覧会を開催し、他国の大量破壊兵器の犠牲者の団体と連携し、化学兵器の影響に焦点を当てた平和博物館を設立し、国際平和博物館ネットワークに参加し、日本の広島と長崎の原爆記念日にも参加している。